# 李昞 (北周)
李 昞（り へい、? - 573年）は、中国の唐の高祖李淵の父。西魏の八柱国のひとり李虎の子。本貫は隴西郡成紀県。

## 経歴
北周に仕えて安州総管となった。保定4年（564年）、唐国公に封じられた。天和6年（571年）、大将軍から柱国となった。死後に仁公の諡を贈られた。
李淵が唐を建てた後、李昞は元皇帝と追尊され、廟号を世祖といった。興寧陵に葬られた。

## 家族

### 妻
- 独孤氏（独孤信の四女）

### 男子
1. 梁王 李澄（中国語版）
2. 蜀王 李湛（中国語版）
3. 鄭王 李洪（中国語版）
4. 高祖 李淵（母は独孤氏）[3]

### 女子
- 同安公主（中国語版）（李淵の同母妹、隋州刺史の王裕（中国語版）（王秉の子）の妻）